# Старопортофранківська вулиця
Старопортофранківська вулиця — одна із вулиць Одеси, яка слугує своєрідним кордоном її історичного центру. Бере початок від вулиці Пастера і закінчується перетином із Преображенською і Новощіпним Рядом.

## Історія виникнення
Назва вулиці та її структура цілком пов'язана із існуванням у місті вільної економічної зони — порто-франко. Затверджено воно було 10 травня 1817 року. Тоді із метою зборів мита за вивіз товарів із міста, було встановлено кордонну лінію, яка охоплювала кільцем усе місто. Лінія являла собою величезний рів глибиною два метри і завширшки близько трьох метрів. Рів мав три пропускні зон на основних магістралях. Митниця являла собою будку посеред дороги, із двома шлагбаумами праворуч і ліворуч. Переїзд зазвичай контролювали 2-3 солдати. Оскільки один рів не справлявся із напливом контрабанди, вирішено було облаштувати другий, згодом і третій рів.

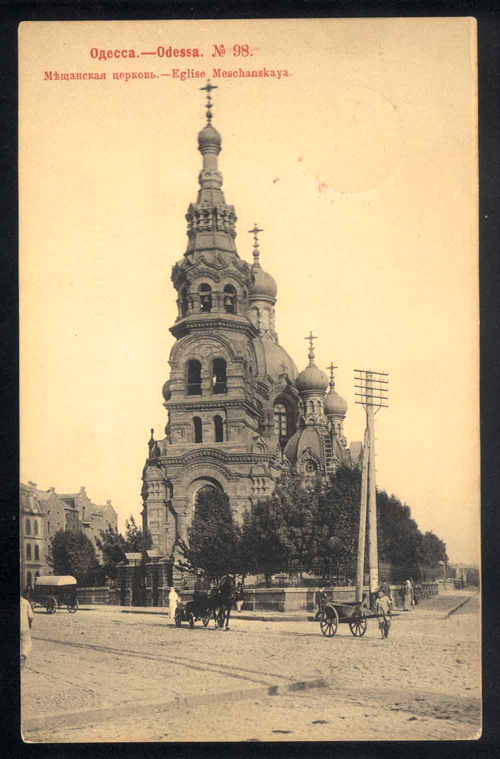
Вознесенська церква (1866—1930) — один із елементів забудови рову

У цих кордонах порто-франко проіснувало до 1 червня 1827 року, після чого було вирішено включити до зони вільної торгівлі навколишні селища, такі як Молдаванку, Пересип, Ближні та Дальні Млини, Малий та частину Середнього Фонтану. Ця межа існувала до 1858 року. Старі рови, відповідно, втратила свою актуальність, і були засипані. Другий рів був засаджений деревами і названий Зовнішнім бульваром. Згодом він був забудований, а між ним і містом, на місці першого (старого) рову, утворилася вулиця, названу в честь порто-франко у старих межах — Старопортофранківською.

## Зміна структури вулиці
Історично Старопортофранківська вулиця мала досить складну структуру. У 19-му сторіччі існувало фактично дві однобічні вулиці, що були розділені між собою Зовнішнім бульваром. Та що була прилегла до Молдаванки називалася власне Старопортофранківською, а прилегла до міста, в свою чергу теж поділялася на дві вулиці: Старобульварну і Бульварну. Однак у багатьох документах тих часів прізвища домовласників були об'єднані у спільний перелік із спільною назвою вулиці — Старопортофранківська. У 1875 році було наведено детальний опис цієї вулиці: «З одного кінця від дачі Ланжерона мимо парку до рогу із Успенською, мимо Стурдзовської громади сестер милосердя, паралельно Рибній, мимо Юнкерського училища, тюремного замку, вокзалу, будівлі поліцейської дільниці, через Привозну площу, мимо брами старого Християнського цвинтаря і Нового Товчка до Великої Арнаутської. З іншого боку від Херсонського узвозу по правому боку до Градоначальницької, а по лівому боку до Інвалідного провулку. Правий бік від Прохоровської до Хуторської вулиць мимо старого Християнського цвинтаря з правого боку».
Така структура була явно невдалою, тому у 1897 році вулицю було знову розділено на Старопортофранківську № 1 (прилеглу до міста) і Старопортофранківську № 2 (прилеглу до Молдаванки). З кінця XIX століття Одеська міська дума намагається змінити назви паралельних ділянок: Старопортофранківської вулиці та Зовнішнього бульвару. У 1902 році Зовнішній бульвар був перейменований на вулицю Зовнішню, а Старопортофранківська розділена на частини: власне Старопортофранківську (від Херсонського узвозу до Преображенської), Італійський бульвар (від Земської до Юнкерського училища), Бєлінського (від Юнкерського училища до Олександрівського парку, тепер — вул. Леонтовича) і Лідерсівський бульвар (від вул. Бєлінського до Ланжерона, тепер — бульвар Гетьмана Сагайдачного). Традиційна нумерація одеських вулиць починається від моря, а оскільки вулиця обома кінцями йшла від моря, так і нумерувати нові вулиці почали із різних боків.